# Matthew Winecki
Matthew Winecki (* 2. října 1975) je bývalý americký fotbalista, záložník.

## Fotbalová kariéra
V české lize hrál za FC Slovan Liberec. Nastoupil ve 3 ligových utkáních.

## Ligová bilance
| Ročník                          | Zápasy | Góly | Klub              |
| ------------------------------- | ------ | ---- | ----------------- |
| 1. česká fotbalová liga 1995/96 | 3      | 0    | FC Slovan Liberec |
| CELKEM 1. česká liga            | 3      | 0    |                   |